# كونستانس سيبيل
كونستانس سيبيل (بالفرنسية: Constance Sibille)‏ مواليد 9 نوفمبر 1990 في سرغومين، فرنسا، هي لاعبة كرة مضرب فرنسية تلعب باليد اليمنى. أعلى تصنيف لها في تصنيف رابطة محترفات كرة المضرب في الفردي كان المركز الـ 265 في سنة 2014. أعلى تصنيف لها في الزوجي كان المركز الـ 320 في سنة 2010.

## روابط خارجية
- كونستانس سيبيل على موقع رابطة محترفات التنس (الإنجليزية)
- كونستانس سيبيل على موقع الاتحاد الدولي لكرة المضرب (الإنجليزية)
- كونستانس سيبيل على موقع خلاصة التنس.كوم (الإنجليزية)
- كونستانس سيبيل على موقع إي إس بي إن.كوم (الإنجليزية)